# Louise Lombard
Louise Lombard (* 13. September 1970 im London Borough of Redbridge, England; eigentlich Louise Maria Perkins) ist eine britische Filmschauspielerin.

## Leben
Louise Lombard, fünftes von sechs Kindern, studierte zunächst Fotografie am St. Martin’s College in London und begann nach ihrem Abschluss mit der Schauspielerei. Seit den späten 1980er Jahren steht Lombard sowohl in britischen als auch US-amerikanischen Produktionen vor der Kamera. 1993 gewann sie in Schweden einen Preis für die Beste fremdsprachige TV-Persönlichkeit. Lombard wirkte in 52 Episoden von CSI: Den Tätern auf der Spur als Sofia Curtis mit.

## Familie
Sie ist Mutter eines Sohnes und einer Tochter (* 2010).

## Filmografie
- 1988: Twice Upon a Time
- 1989: Das vergessene Kommando (The Forgotten, Fernsehfilm)
- 1989: Capital City (Fernsehserie, vier Folgen)
- 1990: The Bill (Fernsehserie, eine Folge)
- 1990: Perfect Scoundrels (Fernsehserie, eine Folge)
- 1990: Casualty (Fernsehserie, eine Folge)
- 1991: Chancer (Fernsehserie, sieben Folgen)
- 1991: Jim Bergerac ermittelt (Bergerac, Fernsehserie, eine Folge)
- 1991: Das schwarze Samtgewand (The Black Velvet Gown, Fernsehfilm)
- 1991–1994: The House of Eliott (Fernsehserie, 34 Folgen)
- 1992: Angels (Fernsehfilm)
- 1993: Shakers (Fernsehfilm)
- 1996–1997: Bodyguards (Fernsehserie, sieben Folgen)
- 1997: Gold in the Streets
- 1998: Talos – Die Mumie (Tale of the Mummy)
- 1999: Die Bibel – Esther (Esther, Fernsehfilm)
- 1999: After the Rain
- 2000: Metropolis (Miniserie, fünf Folgen)
- 2001: My Kingdom
- 2001: Diggity: A Home at Last
- 2002: Claim – Der Betrug (Claim)
- 2003: War Stories (Fernsehfilm)
- 2003: Du stirbst nur zweimal (Second Nature, Fernsehfilm)
- 2004: Hidalgo – 3000 Meilen zum Ruhm (Hidalgo)
- 2004: Countdown – Mission Terror (Lichnyy nomer)
- 2004–2011: CSI: Den Tätern auf der Spur (CSI: Crime Scene Investigation, Fernsehserie, 52 Folgen)
- 2005: The Call (Kurzfilm)
- 2007: Judy’s Got a Gun (Fernsehfilm)
- 2008: Kiss of Death (Fernsehfilm)
- 2009: Navy CIS (NCIS, Fernsehserie, zwei Folgen)
- 2010: Miami Medical (Fernsehserie, eine Folge)
- 2010: Stargate Universe (Fernsehserie, vier Folgen)
- 2011: Un Africain en hiver
- 2011: Perception (Kurzfilm)
- 2012: The Mentalist (Fernsehserie, eine Folge)
- 2012: Rogue (Fernsehfilm)
- 2012: Dripping in Chocolate (Fernsehfilm)
- 2012: The Selection (Fernsehfilm)
- 2014: Star-Crossed (Fernsehserie, vier Folgen)
- 2014: Perception (Fernsehserie, eine Folge)
- 2014: Grimm (Fernsehserie, sechs Folgen)
- 2015: Dangerous Lessons (Fernsehfilm)
- 2018–2019: Lethal Weapon (Fernsehserie, zwei Folgen)
- 2019: Shadow Wolves
- 2020: After Truth (After We Collided)
- 2021: After Love (After We Fell)
- 2022: After Ever Happy
- 2023: Oppenheimer
- 2023: After Everything